# آبیلای‌خان
آبیلای‌خان (قزاقی: Уәлиұллаh Әбілмансұр хан؛ ۲۳ مهٔ ۱۷۱۱ – ۲۳ مهٔ ۱۷۸۱) فرمانروا و خان خانات قزاق بود.